# Chevrolet Montana
Pour les articles homonymes, voir Montana (homonymie).
La Chevrolet Montana ou Chevrolet Tornado au Mexique est un pick-up basé sur l'Opel Corsa de 1999. Il est vendu en Amérique du Sud où il est le rival des Fiat Strada et autres Volkswagen Saveiro.

## Première génération (2003-2010)
Le Montana utilisait un moteur "EcoFlex" de 1,4 l et un moteur quatre cylindres en ligne flex-fuel 8V de 1,8 l. Sur certains marchés comme l'Afrique du Sud où il a été vendu sous le nom Opel Corsa Utility jusqu'en juin 2010, le véhicule était proposé avec plus d'options de moteur, mais pas de carburant flexible, comme le moteur essence de 1.4 l et le moteur turbodiesel Isuzu de 1.7 l. 
En 2007, le Montana était disponible en deux versions: Montana Conquest et Montana Sport qui avaient un design et un ensemble d'accessoires légèrement différents. Le coffre peut être chargé jusqu'à 735 kg (1 620 lb) selon le fabricant.
Ce modèle été fabriqué à São José dos Campos, au Brésil, jusqu'en 2010. En Afrique du Sud, il a été assemblé à partir d'unités complètement démonter fournies par le Brésil.

### Mexique
Le Montana est arrivé pour l'année-modèle 2004, remplaçant l'ancien pick-up Chevrolet basé sur la Corsa B, mais avec le nom Tornado, car le Pontiac Montana était disponible au Mexique à l'époque.
Il était basé sur la Chevrolet Corsa C et bien que la Corsa ait été abandonnée de la gamme Chevrolet mexicaine après l'année modèle 2008, la Tornado a survécu encore quelques années. C'était la seule voiture construite au Brésil dans la gamme Chevrolet mexicaine.

### Afrique du Sud
La Corsa utilitaire de deuxième génération est sorti en 2003 et a remplacé le pick-up Corsa B Utility. Le véhicule été vendu sous le nom Opel Corsa Utility, jusqu'en juin 2010. À partir de ce moment, il a été badgé[style à revoir] Chevrolet Corsa Utility, mais pas trop longtemps car Chevrolet s'était préparé à mettre fin à cela et à cesser de représenter Opel. Il était disponible dans un choix de trois variantes de moteurs, à savoir les moteurs à essence 1,4 et 1,8, ainsi que le turbodiesel 1,7. 
Il y avait également trois niveaux de finition différents disponibles dans toute la gamme: Base, Club et Sport.

## Deuxième génération (2010-aujourd'hui)
Malgré les ventes à découvert du Chevrolet Corsa Utility en Afrique du Sud, Chevrolet avait décidé de remplacer le Corsa C Utility par l'Agile Utility. Il est devenu connu sous le nom de Montana, Tornado ou Utility, selon le marché.